# Chesapeakská zátoka
Chesapeakská zátoka (Chesapeake Bay [ˈtʃɛsəpiːk]IPA) je největším zálivem u ústí řeky ve Spojených státech. Leží u východního pobřeží Severní Ameriky mezi poloostrovem Delmarva a pevninou. Od Atlantského oceánu je oddělen úžinou mezi mysem Henry a ostrovem Fisherman. Dne 5. září 1781 se zde odehrála důležitá námořní bitva americké války o nezávislost.

## Popis
Záliv se rozkládá na zhruba 11 600 km²; k zálivu přísluší povodí více než 150 řek o ploše 166 534 km². Jeho jižní část je tvořena impaktním kráterem, který vznikl dopadem vesmírného tělesa v pozdním eocénu. K největším přítokům zálivu patří Susquehanna, Potomac, James River, Rappahannock, Patuxent, Choptank, Nanticoke a Pocomoke. Hlavní část zálivu, měřící asi 300 km, se rozkládá od ústí řeky Susquehanna na severním konci až k Atlantskému oceánu na jihu. Jeho šířka je od 6 km (poblíž Annapolis) do 50 km (při ústí řeky Potomac). Břehy zálivu mají celkem délku asi 19 000 km. Průměrná hloubka činí 9 metrů, většina zálivu je však mnohem mělčí – méně než 2 m.
Administrativně leží záliv na území států New Jersey, Pensylvánie, Delaware, Maryland, Virginie, Západní Virginie a District of Columbia.

## Historie

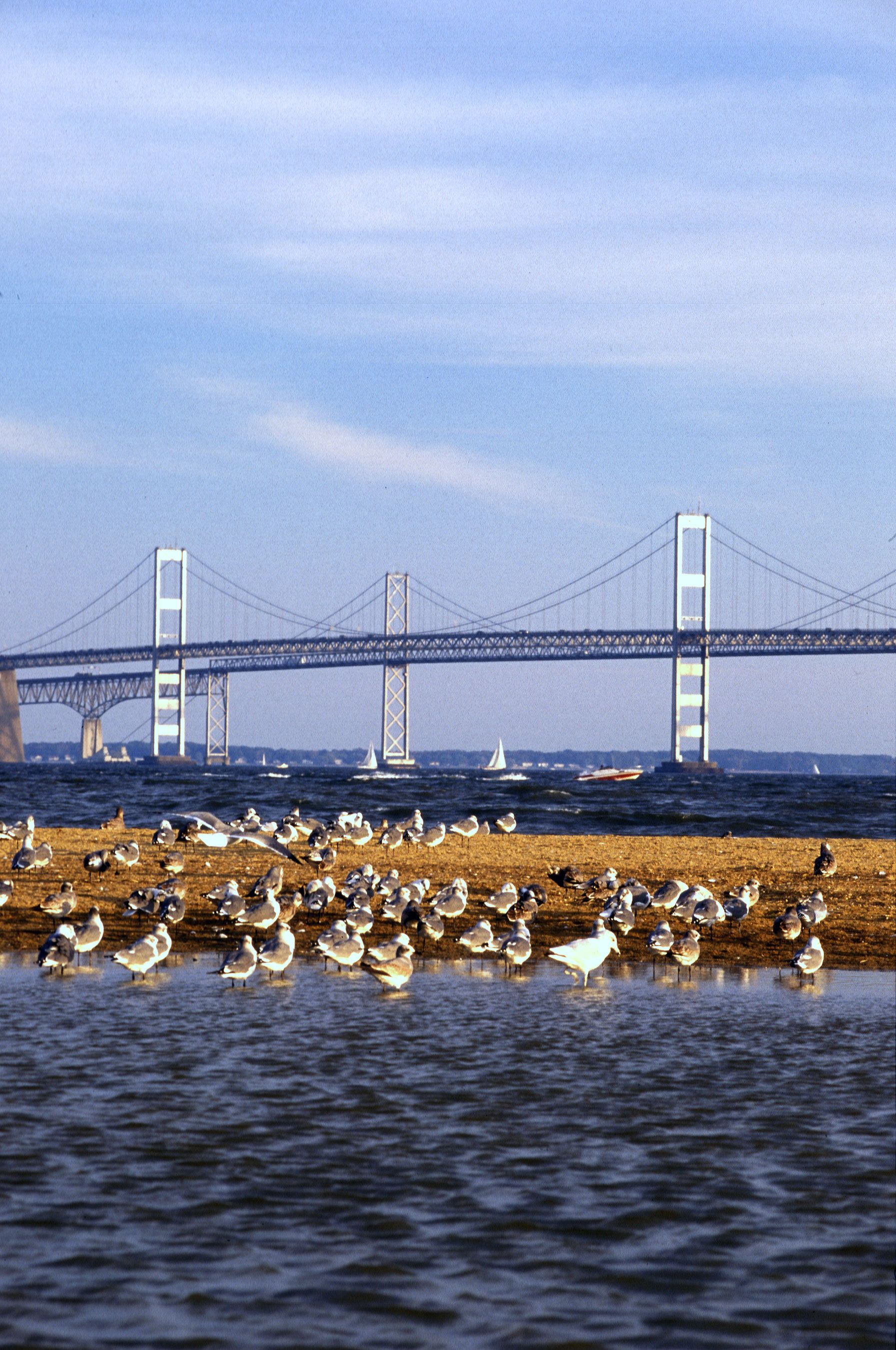
Pohled na záliv Chesapeake

Zátoka je částí okraje velkého impaktního kráteru. Z Evropanů ji poprvé spatřil italský mořeplavec Giovanni da Verrazzano, který sem připlul na své lodi La Dauphine roku 1523 od mysu Cape Fear v dnešní Severní Karolíně. Jeho muži se zprvu domnívali, že se jedná o průliv do Indického oceánu. Poté, co zjistili svůj omyl, pokračovali v cestě podél pobřeží na sever. Na starých mapách byla zátoka podle svého objevitele označována jako Verrazzanovo moře.
V letech 1607–1608 podnikl kapitán John Smith průzkumnou expedici do zálivu; z této expedice se dochovala první podrobná mapa oblasti, která byla sestavena roku 1612.
Dne 5. září 1781 se zde odehrála důležitá námořní bitva americké války o nezávislost, ve které francouzské loďstvo porazilo britskou flotilu.

## Přírodní rozmanitost
Jméno zálivu pochází z algonkinského Chesepiooc, což znamená „dobrá rybářská oblast“. Záliv se skutečně dříve vyznačoval velkou hojností a rozmanitostí ryb a mořských živočichů (krabů, ústřic aj.). V 70. letech 20. století však silné znečištění vod průmyslovými a zemědělskými odpady způsobilo, že záliv byl vyhlášen mrtvou oblastí moře (marine dead zone); voda totiž obsahovala velmi málo kyslíku, proto byla pro faunu naprosto nevhodná. Záliv zarostl rozsáhlými kulturami řas, které byly tak husté, že sluneční svit nedosáhl dna. Tím vymizela řada rostlin, na jejichž výskytu závisela i fauna v zálivu.
Teprve soustředěné úsilí státních a federálních úřadů a vznik nadace Chesapeake Bay Foundation vedly k částečnému zlepšení čistoty vod v zálivu. Dřívější rozmanitost přírody se však daří obnovit jen pomalu. Situace je obtížná zvláště proto, že většina zdrojů znečištění se nachází daleko proti proudu řek. V roce 2009 ohlásili vědci z ústavu Virginia Institute of Marine Science v Gloucester Point částečný návrat ústřic do zálivu – na pokusných, uměle vytvořených útesech jich žilo přes 185 miliónů.

## Impaktní kráter
Název Chesapeake Bay nese také obří impaktní kráter o průměru kolem 85 kilometrů, který je největším známým kráterem na území USA (a jedním ze šesti největších na světě). Byl vytvořen v době před asi 35,5 miliony let na konci období eocénu. Kráter má hloubku kolem 1,3 kilometru a vznikl zhruba ve stejné době jako ještě o trochu větší Popigajský kráter na území Ruska.